# Helena (singel)
"Helena" - drugi singel zespołu My Chemical Romance pochodzący z płyty Three Cheers for Sweet Revenge. Utwór miał premierę w stacjach radiowych 8 marca 2005 roku. 
Tytuł utworu nawiązuje do zmarłej babci wokalisty i basisty zespołu, Eleny Lee Rush. Teledysk został nakręcony w Los Angeles i wyreżyserowany przez Marca Webba. zdobył nagrodę "najlepszy teledysk" na Kerrang! Awards 2005. Choreografię ułożył Michael Rooney. 

## Lista utworów
1. "Helena"
2. "I'm Not OK (I Promise)" (Live)
3. "You Know What They Do to Guys Like Us in Prison" (live)